# Fucheng
Fucheng (en chino simplificado, 涪城区; pinyin, Fúchéng qū) es un distrito urbano bajo la administración directa de la ciudad-prefectura de Mianyang. Se ubica en la provincia de Sichuan, centro-sur de la República Popular China. Su área es de 597 km² y su población total para 2010 era de más de 800 mil habitantes.

## Administración
El distrito de Fucheng se divide en 24 pueblos que se administran en 8 subdistritos, 14 poblados y 2 villas.